# Franz Folliot de Crenneville

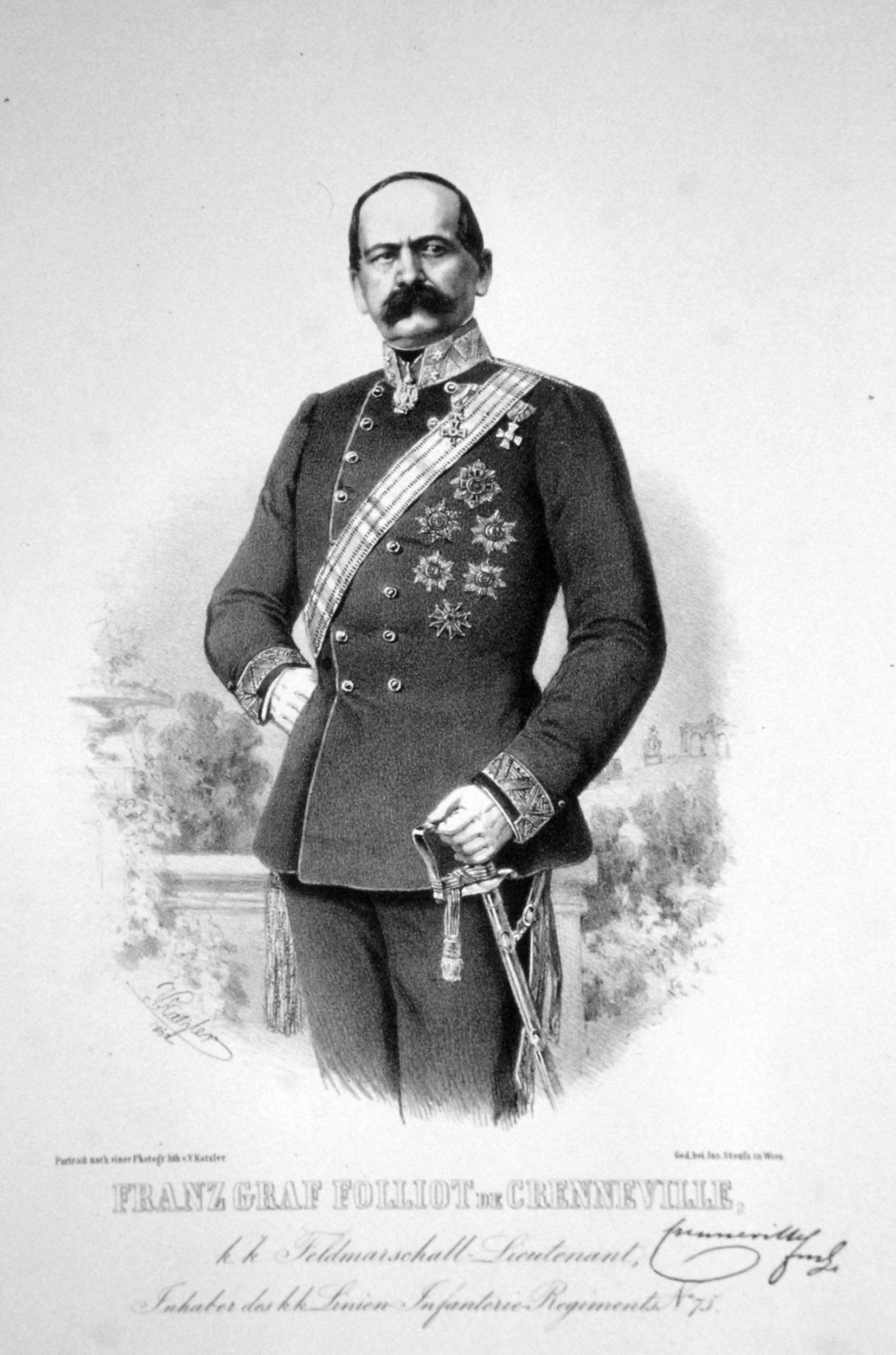
Franz Folliot de Crenneville, Lithographie von Vinzenz Katzler, 1862

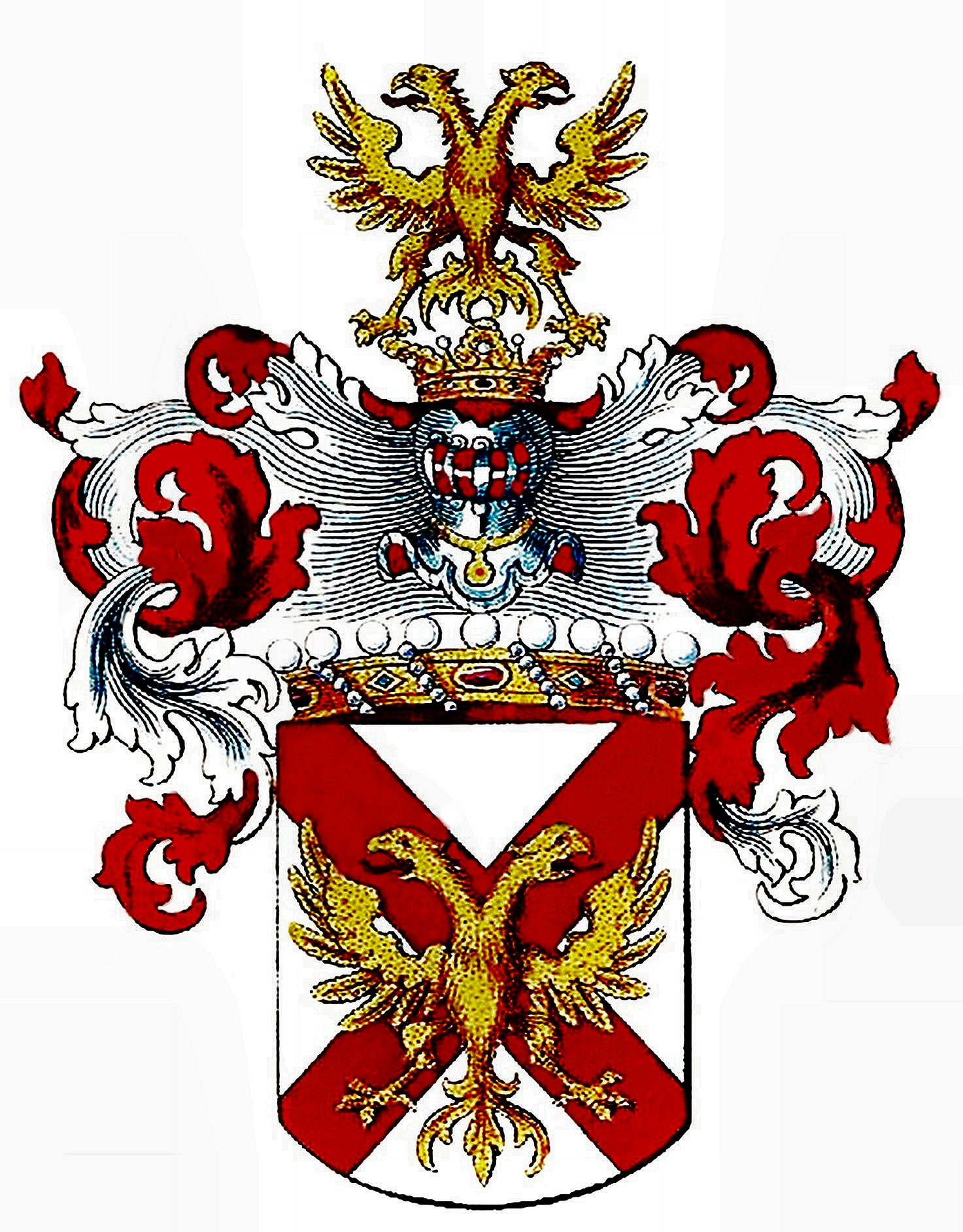
Wappen der Grafen Folliot de Crenneville

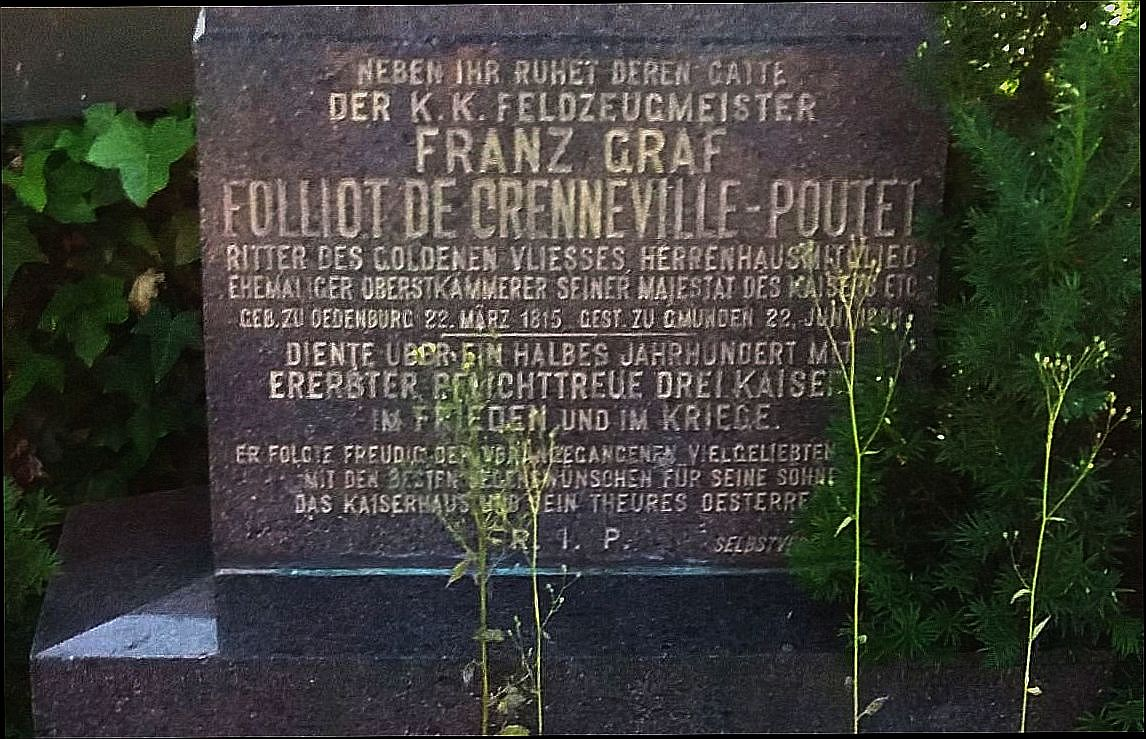
Friedhof Altmünster – Grabinschrift mit Titel und Leistungen des Grafen Folliot de Crenneville-Poutet

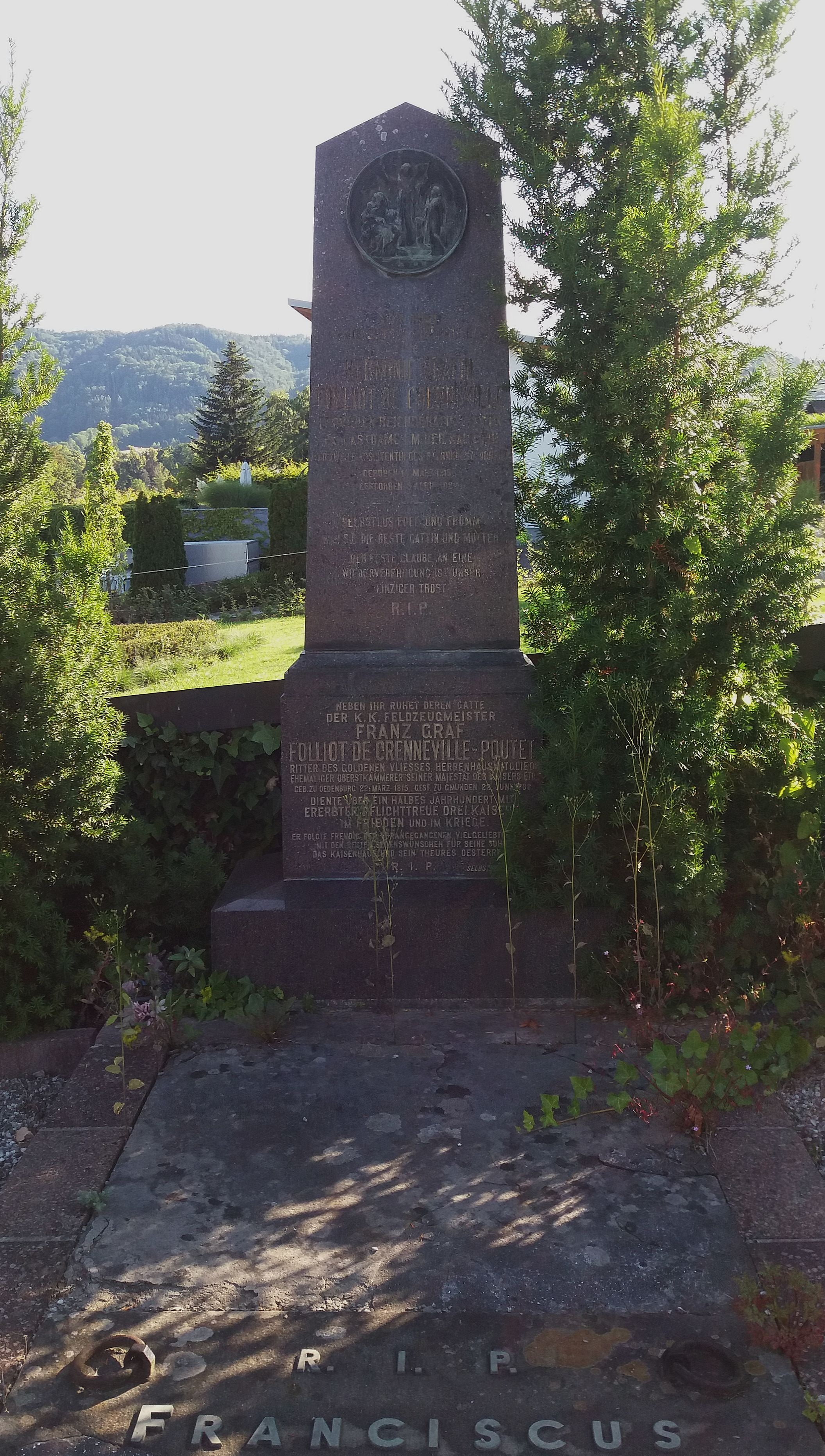
Friedhof Altmünster – Grab des Franz Grafen Folliot de Crenneville-Poutet

Franz Maria Johann Graf Folliot von Crenneville, seit der Namensvereinigung 1887 Graf Folliot de Crenneville-Poutet (* 22. März 1815 in Ödenburg; † 22. Juni 1888 in Gmunden), war österreichischer Feldzeugmeister und Inhaber des Infanterieregiments Nr. 75, Geheimer Rat, Generaladjutant des Kaisers und Oberstkämmerer.

## Biographie
Der Sohn des Louis Charles Folliot de Crenneville trat in das Marinekollegium zu Venedig ein, wurde 1831 Leutnant beim Regiment Kaiserjäger, 1837 Hauptmann, 1841 Dienstkämmerer des Kaisers Ferdinand und stieg bis 1848 zum Obersten und Flügeladjutanten auf. 1849 führte er ein Grenadierbataillon, an dessen Spitze er im Feldzug gegen Piemont sowie während der Streifzüge in der Romagna gegen Garibaldi kämpfte, dann das Infanterieregiment Graf Kinsky.
Der Offizier wurde am 11. März 1850 zum Generalmajor und Brigadier in der Toscana, sodann am 1. März 1853 auch zum Kommandanten der Besatzungstruppen und der Stadt als auch des Hafens von Livorno ernannt.
Während des Krimkrieges vertrat der Graf 1855 als Militärbevollmächtigter Kaiser Franz Joseph I. bei Napoleon III. in Paris die österreichischen Interessen.
Am 27. März 1857 wurde er zum Feldmarschallleutnant und Divisionär in Klausenburg (Siebenbürgen) und Kroatien ernannt. 1859 zeichnete er sich bei Montebello und Solferino aus, wurde jedoch schwer verwundet, infolgedessen mit der Leitung des Präsidialbüros des Armeeoberkommandos betraut, weiters im Oktober 1859 zum Geheimen Rat und ersten Generaladjutant des Kaisers befördert, als welcher er auch das Präsidium der Zentralkanzlei und den Vortrag über alle persönlichen Angelegenheiten der Armee hatte. 1860 wurde er Inhaber des Infanterieregiments Nr. 75.
Mit seiner Ernennung zum Feldzeugmeister a. h. am 4. Januar 1867 (Wirklicher FZM am 1. Januar 1870) beschloss der um verschiedene Armeereformen verdiente Offizier seine militärische Laufbahn. In diesem Jahre übertrug ihm der Monarch, das Amt des Oberstkämmerers, in welcher Funktion er auch die Neuorganisation der kaiserlichen Sammlungen umsetzte. Auf seine Anregung wurden nach Erbauung der beiden Hofmuseen sämtliche Kunstsammlungen in diesen Gebäuden vereinigt. Auch sorgte er für die Heranbildung eines tüchtigen Nachwuchses an einheimischen Kupferstechern und Medailleuren und die Verleihung von Reisestipendien an junge Künstler. Der Graf war Träger zahlreicher Auszeichnungen, unter anderem war er Ritter des Ordens vom Goldenen Vlies (1867) sowie Ordenskanzler (1870) und Träger des Großkreuzes des Leopold-Ordens (1860).
Nach seiner Pensionierung zum 1. April 1884 verbrachte er seinen Lebensabend auf seinem Bergschlössel bei Gmunden und wandte sein Interesse der Geschichte dieser Stadt und der Förderung des Kunstsinnes ihres Gewerbes zu. Nachdem bereits seine Gattin Hermine, Tochter des Grafen Hermann von Chotek von Chotkow und Wognin verstorben war, trübten der Tod seines besten Freundes, des Kavalleriegenerals Karl Graf Bigot de St. Quentin (1884), und das Hinscheiden der hochbetagten Mutter Victoria, der letzten Freiin von Poutet (1789–1882), deren Namen Folliot mit kaiserlicher Bewilligung an den eigenen anfügte (1887), seine letzten Lebensjahre.
Seit der Namensvereinigung von 1887 mit dem der Familie der Reichsfreiherren von Poutet nannte sich die Familie Folliot de Crenneville-Poutet.
Franz Folliot de Crenneville-Poutet und seine Ehefrau sind bestattet am Friedhof von Altmünster am Traunsee.